# Universidad internacional del Caribe
La Universidad Internacional del Caribe (en inglés: International University of the Caribbean) fue fundada por la Iglesia Unida en Jamaica y las Islas Caimán, en noviembre de 2005. Se compone de dos entidades educativas: Colegio de Liderazgo y Desarrollo Teológico (CLTD) [anteriormente el Instituto Teológico para el Desarrollo y Liderazgo] y el Colegio Mel Nathan.

## Campus Universitario
La universidad tiene campus regionales, los campus de la comunidad y los centros de distribución para cubrir la mayoría de Jamaica y las Islas Caimán.

## Acreditación
El Consejo Universitario de Jamaica (UCJ) es el organismo de acreditación para los programas de educación terciaria en Jamaica. 
Hay varios programas acreditados ofrecidos a través de la universidad para el Liderazgo y Desarrollo Teológico (CTLD) [anteriormente Instituto de Teología y Desarrollo de Liderazgo] y Mel Nathan College (MNC) 
- Diplomado en Teología

- Licenciatura en Teología

- Bachillerato en Artes en Estudios Generales

- Licenciatura en Orientación y Asesoramiento (obtención del título)

- Licenciatura en Orientación y Asesoramiento (título de 4 años)

- Licenciatura en Educación (Primaria)

- Licenciatura en Psicología

- Maestría en Psicología Pastoral y Consejería

(en colaboración con el Colegio de San Esteban (SSC), Edmonton, Canadá) Programas Acreditados MNC: 
- Licenciatura en Desarrollo Comunitario

- Licenciatura en Ciencias en Administración de Empresas con especialización en Gestión de Programas y Proyectos

- Licenciatura en Ciencias en Administración de Empresas

Se está buscando la acreditación para todos los otros programas a través de la UCJ. 
El procedimiento normal es que los programas que se entregarán de acuerdo con las directrices UCJ y luego sometidos a la acreditación después de la graduación de la primera cohorte.

## Becas
La Universidad Internacional del Caribe actualmente ofrece dos (2) oportunidades de becas: Beca emocionante Track Terciario y Primeros Pasos de Becas. 
La beca terciaria Track se otorga a los candidatos en función de su necesidad económica definida, historia de participación en el trabajo comunitario y su pantalla de potencial de ser modelos de conducta eficaces en sus respectivas comunidades. Los solicitantes son entrevistados por un panel de representantes IUC antes de la aprobación. 
La Beca Primeros Pasos es un descuento en la cantidad de $ 70,000.00 en su matrícula para el primer año de su programa seleccionado. Los programas que se ofrecen con esta beca puede variar cada año académico. 
Los programas que se ofrecen para 2011/2012 año académico son: 
1. Bachillerato en Artes en Estudios Generales 2. Licenciatura en Ciencias en Administración de Empresas 3. Licenciatura en Desarrollo Comunitario 4. Licenciatura en Ciencias en Gestión de Recursos Humanos 5. Licenciatura en Psicología 6. Bachelor of Arts en Orientación y Asesoramiento